# Council tax
La council tax est un impôt local payé en Angleterre, en Écosse et au pays de Galles, mis en place en 1992 en remplacement de la poll tax, impopulaire, qui avait largement contribué à la chute de Margaret Thatcher.

## Fonctionnement
Le montant dépend de la valeur de la maison, rangé en huit catégories allant de A à H. Il est différent selon chaque gouvernement local, allant de 1 726 £ pour une propriété de catégorie D dans le Weymouth and Portland, à 678 £ pour la même propriété dans la Cité de Winchester. 
Les étudiants sont exemptés de council tax.

## Critique

### Actualisation des valeurs et justice
La valeur des biens n'a pas subi de nouvelle estimation depuis 1991 en Angleterre et en Écosse, et depuis 2003 au pays de Galles, ce qui est critiqué notamment par la Commission européenne comme participant à la hausse des prix.
Le groupe de réflexion Resolution Foundation dénonce un impôt régressif, dont le montant est presque le même d'un bien à l'autre, et qui se rapproche de la poll tax mise en place par Margaret Thatcher. Bien que le prix moyen des logements à Londres soit de 480 000 £, il n'y a pas de distinction parmi toutes les valeurs supérieures à 320 000 £.
En 2021, une étude constate que les endroits les plus riches d'Angleterre sont ceux où le montant à payer est le plus faible.

### Écosse
En Écosse, la Council Tax est critiquée non sur son principe mais sur son mode de collecte et de recouvrement. Selon la loi écossaise, il incombe au payeur de l'impôt de prouver qu'il a payé, qu'il est exempté ou qu'il ne réside pas à l'endroit indiqué, et non aux autorités de prouver l'inverse, alors que plusieurs erreurs sont commises, remontant parfois à 15 ou 20 ans.

### Angleterre et Pays de Galles
La prescription fiscale pour collecter la Council Tax est de six ans, sauf décision de justice, en vertu de la section  34(3) du Council Tax (Administration and Enforcement) Regulations 1992. Les autorités locales peuvent effectuer des saisies sur salaire, envoyer des huissiers saisir les biens et emprisonner les personnes jusqu'à trois mois pour recouvrer l'impôt.

#### Londres
Un rapport de l'IPPR, financé par Trust for London, a appelé à une réforme importante du système des taxes d'habitation à Londres. Le rapport demandait que l'imposition soit dévolue à Londres, afin de permettre la suppression des exonérations pour les résidences secondaires et les logements vides et de remplacer la Council Tax par un impôt proportionnelle à la valeur actuelle des logements.